# Сумма активных температур
Сумма активных температур — показатель, характеризующий количество тепла и выражающийся суммой средних суточных температур воздуха или почвы, превышающий определённый порог: 0, 5, 10 °C или биологический минимум температуры, необходимой для развития определённого растения.

## Вычисление показателя
Рассчитывается как сумма среднесуточных температур за те дни, когда эта температура превышает установленный порог. При этом среднесуточные температуры исчисляются как среднее арифметическое показаний наружного термометра утром, в полдень, на исходе дня и в полночь (сумма показаний делится на четыре).
Допустим, нам надо рассчитать сумму активных температур выше 10 °С. Если у нас 1 января температура была −20 °C, то этот день никак не учитывается в расчёте, и так до самого 1 мая, когда, наконец, среднесуточная температура составила 11 °C. Мы запомнили это число. 2 мая температура была 10 °C, и опять этот день нас не интересует. 3 мая температура была 15 °C, и мы прибавляем 11 + 15. И так до наступления среднесуточных температур ниже 10 °C. Также сумму активных температур используют при подсчёте ГТК (гидротермического коэффициента).

## Применение в сельском хозяйстве
Потребность некоторых культур в тепле (сумма активных температур выше 10 °C): яровая пшеница — 1200—1700, в зависимости от сорта; ячмень — 960—1450; овёс — 1000—1600; просо — 1410—1950; гречиха — 1200—1400; кукуруза — 1100—2900; подсолнечник — 2000—2300; картофель — 1200—1800 .